# Монте-Горду

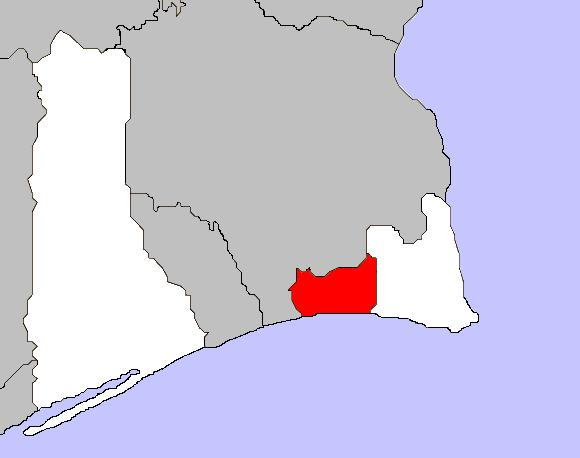
Місцезнаходження муніципальної громади (червоним кольором)

М́онте-Ѓорду (порт. Monte Gordo) — селище та муніципальна громада у південно-східній частині Португалії, у адміністративному окрузі Фару, у районі (муніципалітеті) Віли-Реал-де-Санту-Антоніу.
Населення — майже 4 тис. осіб (2001). Межує на заході та півночі з районом Каштру-Марин, на сході — з містом Вілою-Реал-де-Санту-Антоніу, на півдні омивається Атлантичним океаном.
За колишнім адміністративним поділом селище належало до провінції Алгарве — сьогодні це однойменний регіон і субрегіон.

## Історія
Селище Монте-Горду знаходиться за 3 км від міста Віли-Реал-де-Санту-Антоніу і було засноване як рибальське поселення на узбережжі Атлантичного океану. З кінця 60-х років 20 століття стає відомим туристичним центром в Алгарве завдяки побудові декількох готелів і своєму відомому пляжу (порт. praia de Monte Gordo).

## Економіка, побут, транспорт
Економіка селища представлена туризмом та торгівлею.
Селище має добре розвинуту транспортну мережу: з'єднане з містами Фару і Вілою-Реал-де-Санту-Антоніу — національною автомобільною дорогою N-125, яка проходить паралельно атлантичному узбережжю. Має залізничну станцію приміського сполучення на лінії Алгарве.

## Туризм
Серед архітектурних пам'яток особливий інтерес викликають церква (порт. Igreja de Nossa Senhora das Dores), казино збудоване у 1934 році та реконструйоване декілька разів (порт. Casino de Monte Gordo), пляж, лісовий розсадник та пішохідний проспект уздовж атлантичного узбережжя (порт. Avenida Infante D. Henrique (Passeio Pedonal)).
Поблизу селища створений природний заповідник: порт. Reserva Natural da Mata de Vila Real de Santo António — відомий своїми сосновими деревостанами і рідкісною флорою та фауною.
Для отримання безкоштовної туристичної інформації на території муніципальної громади існує інформаційний центр, що знаходиться поруч з казино (адреса порт. Avenida Infante D. Henrique, 8900-412 Monte Gordo).

## Галерея зображень

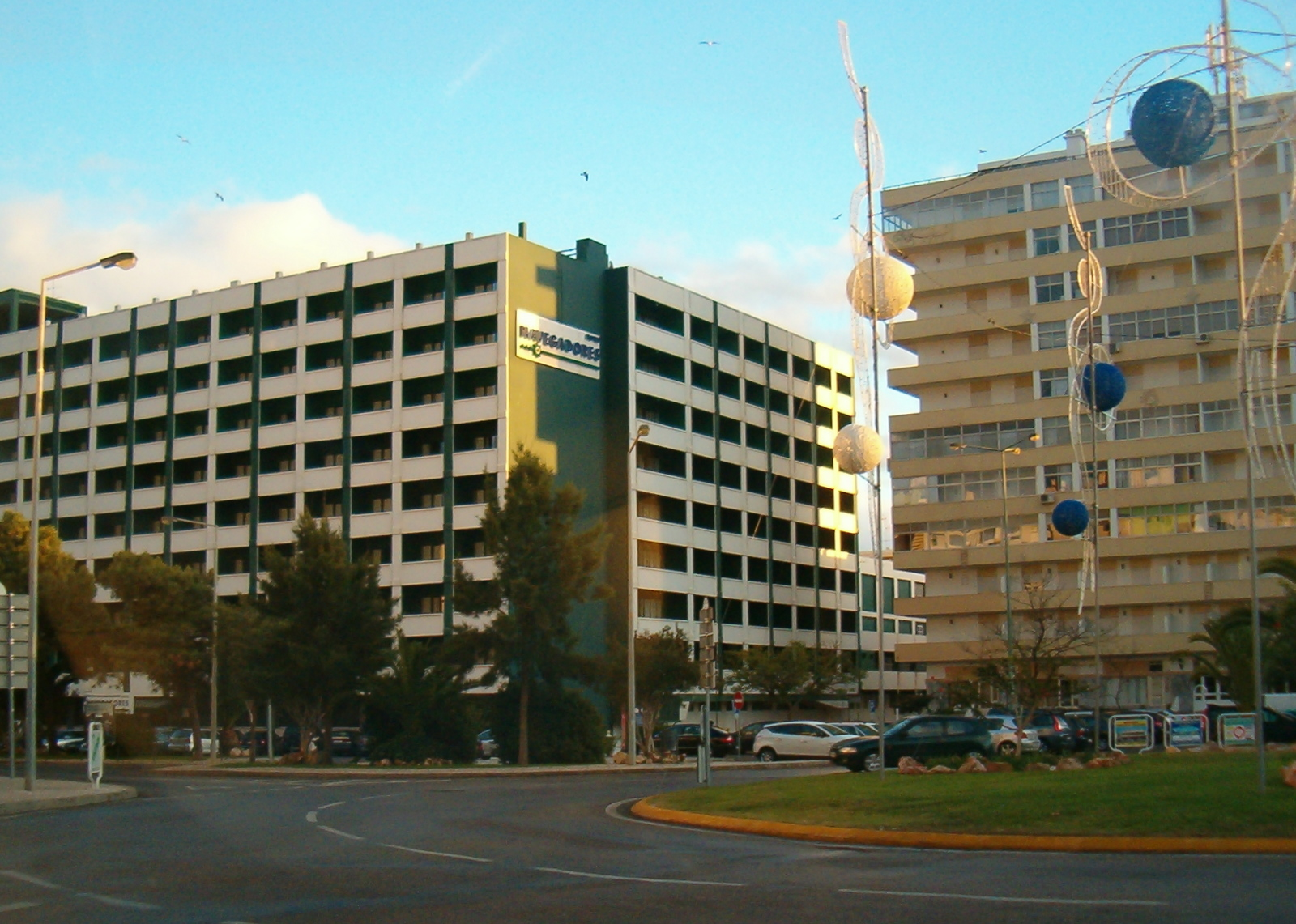
Готель «Навегадореш» (ліворуч) - найстаріший у селищі
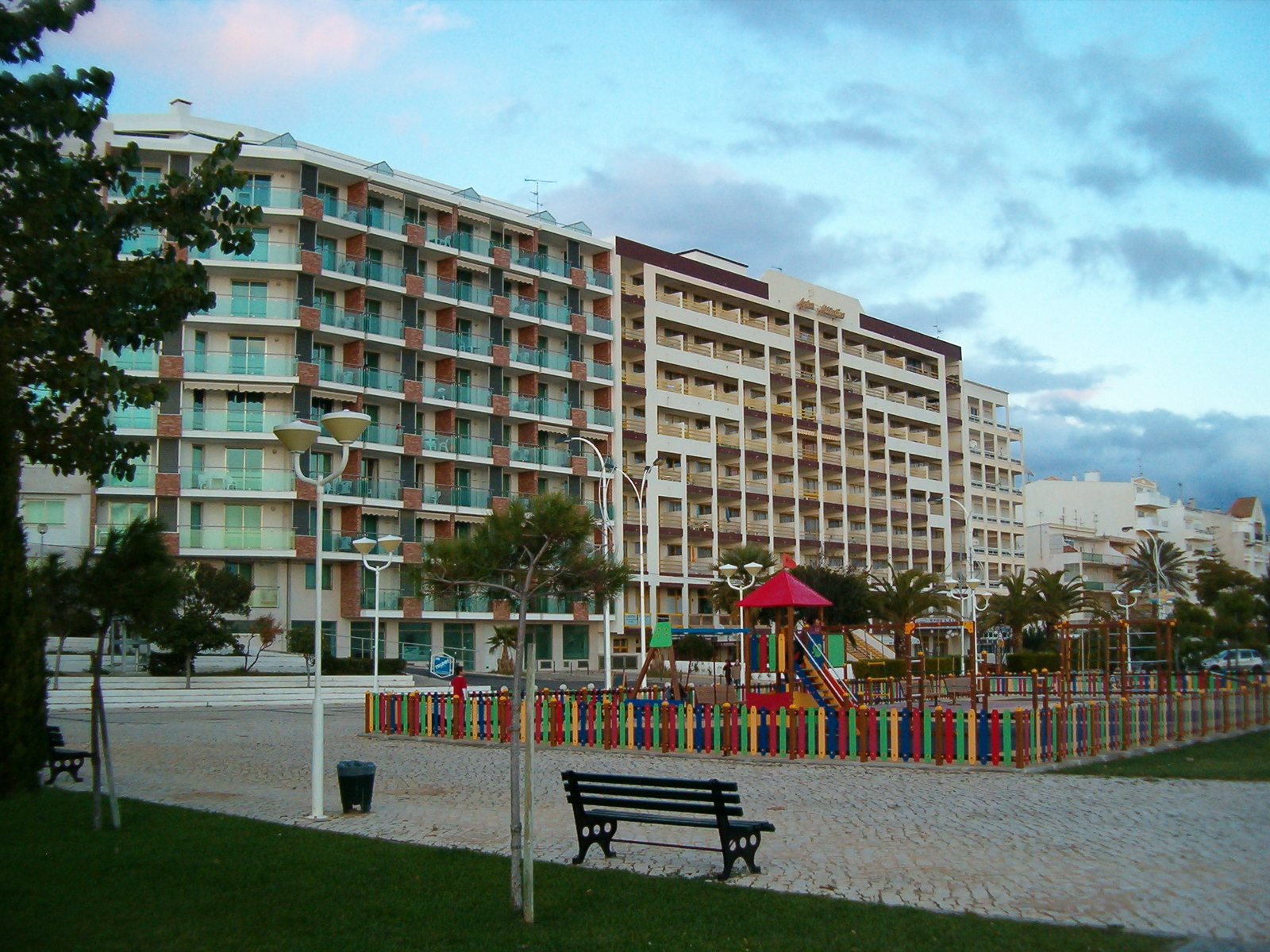
Новобудови селища на атлантичному узбережжі
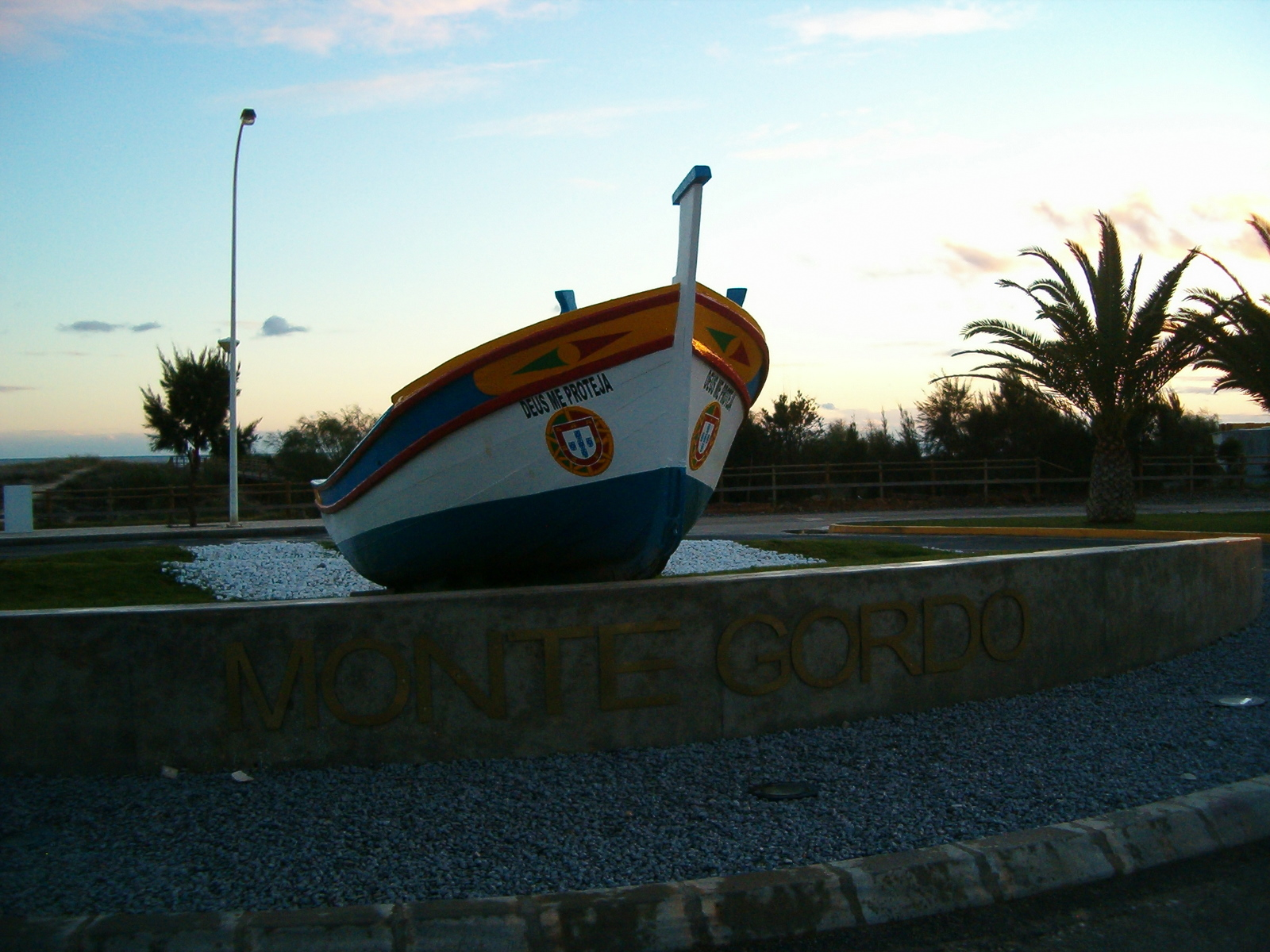
Рибальський човен як символ селища
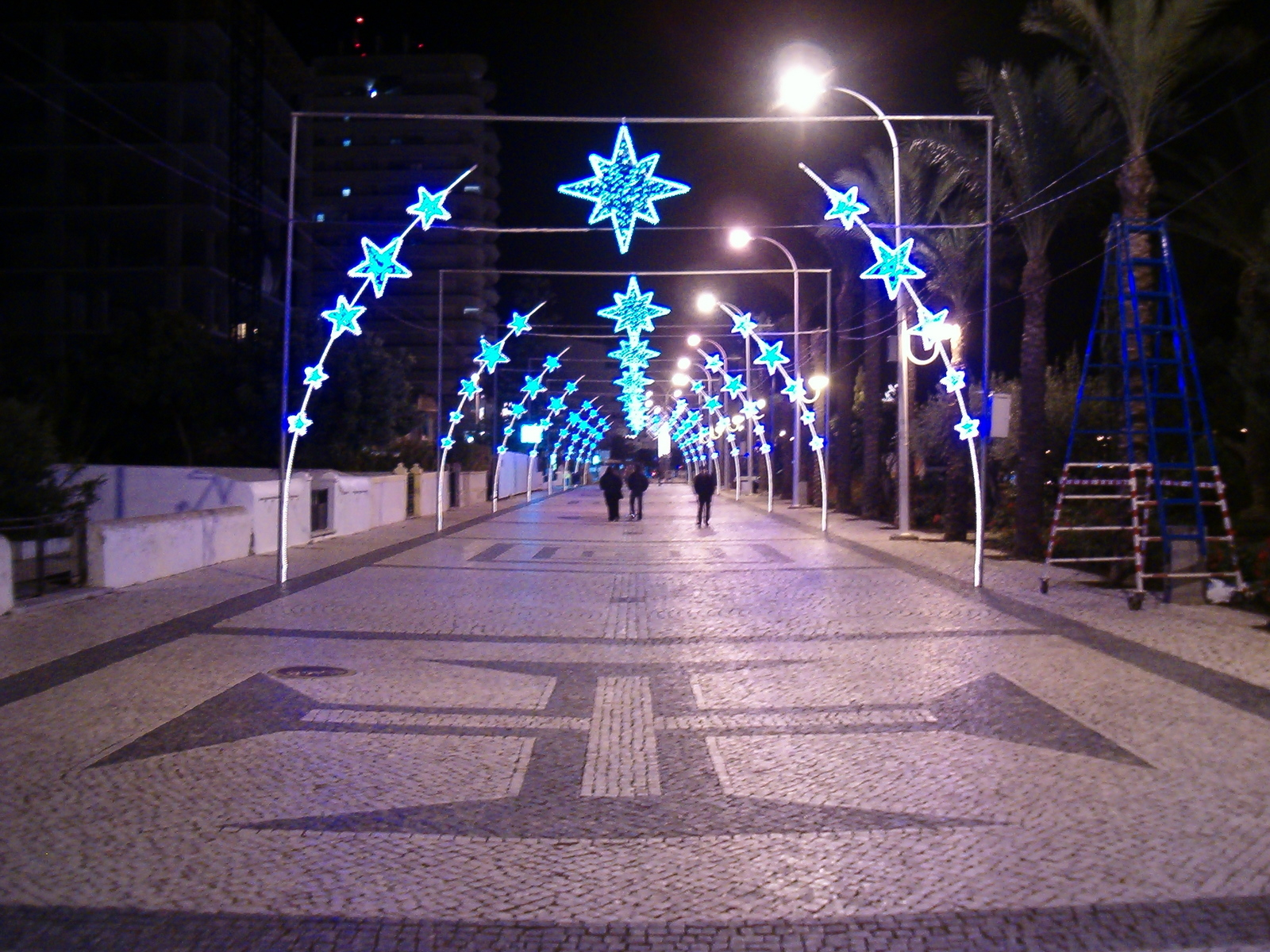
Головний пішохідний проспект з різдвяною декорацією